# Joueuses numéros 1 mondiales à la WTA en simple
Le classement WTA est une méthode utilisée par la WTA (Women's Tennis Association, l'association du tennis féminin) pour déterminer le classement des joueuses de tennis. La première du classement est la joueuse qui, au cours des précédentes 52 semaines, a accumulé le plus de points WTA. Ceux-ci sont décernés selon la catégorie des tournois auxquels la joueuse participe, ainsi que sa performance au sein de chacun de ces tournois. La WTA utilise un système informatique pour son classement depuis 1973. À partir du 3 novembre 1975, la mise à jour du classement est publiée au début de chaque semaine.
Depuis 1975, 29 femmes ont été no 1 à la WTA, parmi lesquelles 14 ont occupé cette place en fin d'année. L'actuelle joueuse no 1 est, depuis le 21 octobre 2024, Aryna Sabalenka.
Depuis 1984, la WTA propose également un classement des joueuses en double.
Cet article recense les joueuses numéros 1 mondiales à la WTA en simple, ainsi que les différents records qui tournent autour du classement WTA en simple. 
Article mis à jour jusqu'à la semaine du 18 août 2025.

## Méthode de calcul
Le classement WTA se fonde sur un système d'accumulation de points, sur une période de 52 semaines. Le classement d'une joueuse, en individuel, est déterminé par ses résultats dans 16 tournois maximum. Les tournois pris en compte sont les meilleurs résultats obtenus par la joueuse durant les 52 semaines écoulées, avec l'obligation de prendre en compte les quatre tournois du Grand Chelem, les quatre tournois Premier Mandatory et les Masters de tennis féminin. En outre, pour les joueuses du top 20, leurs deux meilleurs résultats dans un tournoi Premier 5 sont aussi pris en compte.
Jusqu'en 2016, la WTA attribuait également des points aux joueuses participants aux Jeux olympiques d'été, en individuel seulement. Toutefois, ce principe a été abandonné.

## Records et particularités
Steffi Graf détient le record du nombre de semaines passées à la première place du classement WTA, avec 377 semaines. Elle co-détient également, avec Serena Williams, le nombre de semaines consécutives en tant que no 1 mondiale avec 186 semaines. Par contre, Evonne Goolagong est la joueuse à être restée le moins longtemps no 1 mondiale avec seulement deux semaines à la tête du classement.
Steffi Graf est la joueuse ayant terminé le plus souvent à la première place du classement en fin d'année à 8 reprises. Martina Navrátilová a quant à elle terminé no 1 mondiale en fin d'année cinq fois consécutivement.
Huit joueuses ont repris la place de no 1 en fin d'année après l'avoir perdue : Chris Evert en 1980, Navrátilová en 1982, Graf en 1993, Hingis en 1999, Lindsay Davenport en 2001 et 2004, Justine Henin en 2006, Serena Williams en 2009 et 2013 et Iga Swiatek en 2023.
Martina Hingis a été la plus jeune no 1 mondiale (à 16 ans et 152 jours), tandis que Serena Williams a été la plus âgée (à 35 ans et 224 jours). Serena Williams détient aussi le record de la plus longue période entre sa première (8 juillet 2002) et sa dernière (14 mai 2017) occupation de la tête du classement, soit un écart de près de quinze ans.
Le 11 septembre 2017, Garbiñe Muguruza et Rafael Nadal ont fait de l'Espagne le premier pays en quatorze ans à occuper concomitamment la tête des classements ATP et WTA. Ce n'était plus arrivé depuis la paire américaine Serena Williams - Andre Agassi (du 28 avril au 11 mai 2003).
Trois joueuses ont été no 1 mondiale sans jamais remporter le moindre tournoi du Grand Chelem : Jelena Janković, Dinara Safina,  et Karolína Plíšková.
Depuis 1975 et la création du classement WTA, à treize reprises une joueuse a occupé la place de no 1 mondiale durant toute une année calendaire. À l'inverse, 2008 et 2017 sont les deux années qui ont vu le plus grand nombre de joueuses se succéder à la tête du classement : cinq joueuses furent no 1 ces années-là (en 2008 : Justine Henin, Maria Sharapova, Ana Ivanović, Serena Williams et Jelena Janković ; en 2017 : Angelique Kerber, Serena Williams, Karolína Plíšková, Garbiñe Muguruza et Simona Halep).
Chris Evert et Martina Navrátilová ont chacune occupé la place de no 1 à neuf reprises.

## Liste des joueuses numéro 1 au classement WTA
| #                                                           | Joueuse             | Début      | Fin        | Semaine(s) | Cumul |
| ----------------------------------------------------------- | ------------------- | ---------- | ---------- | ---------- | ----- |
| 1                                                           | Chris Evert         | 03/11/1975 | 25/04/1976 | 25         | 25    |
| 2                                                           | Evonne Goolagong    | 26/04/1976 | 09/05/1976 | 2          | 2     |
|                                                             | Chris Evert         | 10/05/1976 | 09/07/1978 | 113        | 138   |
| 3                                                           | Martina Navrátilová | 10/07/1978 | 13/01/1979 | 26         | 26    |
|                                                             | Chris Evert         | 14/01/1979 | 27/01/1979 | 2          | 140   |
|                                                             | Martina Navrátilová | 28/01/1979 | 24/02/1979 | 4          | 30    |
|                                                             | Chris Evert         | 25/02/1979 | 15/04/1979 | 7          | 147   |
|                                                             | Martina Navrátilová | 16/04/1979 | 24/06/1979 | 10         | 40    |
|                                                             | Chris Evert         | 25/06/1979 | 09/09/1979 | 11         | 158   |
|                                                             | Martina Navrátilová | 10/09/1979 | 06/04/1980 | 31         | 71    |
| 4                                                           | Tracy Austin        | 07/04/1980 | 20/04/1980 | 2          | 2     |
|                                                             | Martina Navrátilová | 21/04/1980 | 06/07/1980 | 11         | 82    |
|                                                             | Tracy Austin        | 07/07/1980 | 17/11/1980 | 19         | 21    |
|                                                             | Chris Evert         | 18/11/1980 | 02/05/1982 | 76         | 234   |
|                                                             | Martina Navrátilová | 03/05/1982 | 16/05/1982 | 2          | 84    |
|                                                             | Chris Evert         | 17/05/1982 | 13/06/1982 | 4          | 238   |
|                                                             | Martina Navrátilová | 14/06/1982 | 09/06/1985 | 156        | 240   |
|                                                             | Chris Evert         | 10/06/1985 | 13/10/1985 | 18         | 256   |
|                                                             | Martina Navrátilová | 14/10/1985 | 27/10/1985 | 2          | 242   |
|                                                             | Chris Evert         | 28/10/1985 | 24/11/1985 | 4          | 260   |
|                                                             | Martina Navrátilová | 25/11/1985 | 16/08/1987 | 90         | 332   |
| 5                                                           | Steffi Graf         | 17/08/1987 | 10/03/1991 | 186        | 186   |
| 6                                                           | Monica Seles        | 11/03/1991 | 04/08/1991 | 21         | 21    |
|                                                             | Steffi Graf         | 05/08/1991 | 11/08/1991 | 1          | 187   |
|                                                             | Monica Seles        | 12/08/1991 | 18/08/1991 | 1          | 22    |
|                                                             | Steffi Graf         | 19/08/1991 | 08/09/1991 | 3          | 190   |
|                                                             | / Monica Seles      | 09/09/1991 | 06/06/1993 | 91         | 113   |
|                                                             | Steffi Graf         | 07/06/1993 | 05/02/1995 | 87         | 277   |
| 7                                                           | Arantxa Sánchez     | 06/02/1995 | 19/02/1995 | 2          | 2     |
|                                                             | Steffi Graf         | 20/02/1995 | 26/02/1995 | 1          | 278   |
|                                                             | Arantxa Sánchez     | 27/02/1995 | 09/04/1995 | 6          | 8     |
|                                                             | Steffi Graf         | 10/04/1995 | 14/05/1995 | 5          | 283   |
|                                                             | Arantxa Sánchez     | 15/05/1995 | 11/06/1995 | 4          | 12    |
|                                                             | Steffi Graf         | 12/06/1995 | 14/08/1995 | 9          | 292   |
|                                                             | Steffi Graf         | 15/08/1995 | 03/11/1996 | 64         | 356   |
|                                                             | Monica Seles        | 15/08/1995 | 03/11/1996 | 64         | 177   |
|                                                             | Steffi Graf         | 04/11/1996 | 17/11/1996 | 2          | 358   |
|                                                             | Steffi Graf         | 18/11/1996 | 24/11/1996 | 1          | 359   |
|                                                             | Monica Seles        | 18/11/1996 | 24/11/1996 | 1          | 178   |
|                                                             | Steffi Graf         | 25/11/1996 | 30/03/1997 | 18         | 377   |
| 8                                                           | Martina Hingis      | 31/03/1997 | 11/10/1998 | 80         | 80    |
| 9                                                           | Lindsay Davenport   | 12/10/1998 | 07/02/1999 | 17         | 17    |
|                                                             | Martina Hingis      | 08/02/1999 | 04/07/1999 | 21         | 101   |
|                                                             | Lindsay Davenport   | 05/07/1999 | 08/08/1999 | 5          | 22    |
|                                                             | Martina Hingis      | 09/08/1999 | 02/04/2000 | 34         | 135   |
|                                                             | Lindsay Davenport   | 03/04/2000 | 07/05/2000 | 5          | 27    |
|                                                             | Martina Hingis      | 08/05/2000 | 14/05/2000 | 1          | 136   |
|                                                             | Lindsay Davenport   | 15/05/2000 | 21/05/2000 | 1          | 28    |
|                                                             | Martina Hingis      | 22/05/2000 | 14/10/2001 | 73         | 209   |
| 10                                                          | Jennifer Capriati   | 15/10/2001 | 04/11/2001 | 3          | 3     |
|                                                             | Lindsay Davenport   | 05/11/2001 | 13/01/2002 | 10         | 38    |
|                                                             | Jennifer Capriati   | 14/01/2002 | 24/02/2002 | 6          | 9     |
| 11                                                          | Venus Williams      | 25/02/2002 | 17/03/2002 | 3          | 3     |
|                                                             | Jennifer Capriati   | 18/03/2002 | 21/04/2002 | 5          | 14    |
|                                                             | Venus Williams      | 22/04/2002 | 19/05/2002 | 4          | 7     |
|                                                             | Jennifer Capriati   | 20/05/2002 | 09/06/2002 | 3          | 17    |
|                                                             | Venus Williams      | 10/06/2002 | 07/07/2002 | 4          | 11    |
| 12                                                          | Serena Williams     | 08/07/2002 | 10/08/2003 | 57         | 57    |
| 13                                                          | Kim Clijsters       | 11/08/2003 | 19/10/2003 | 10         | 10    |
| 14                                                          | Justine Henin       | 20/10/2003 | 26/10/2003 | 1          | 1     |
|                                                             | Kim Clijsters       | 27/10/2003 | 09/11/2003 | 2          | 12    |
|                                                             | Justine Henin       | 10/11/2003 | 12/09/2004 | 44         | 45    |
| 15                                                          | Amélie Mauresmo     | 13/09/2004 | 17/10/2004 | 5          | 5     |
|                                                             | Lindsay Davenport   | 18/10/2004 | 21/08/2005 | 44         | 82    |
| 16                                                          | Maria Sharapova     | 22/08/2005 | 28/08/2005 | 1          | 1     |
|                                                             | Lindsay Davenport   | 29/08/2005 | 11/09/2005 | 2          | 84    |
|                                                             | Maria Sharapova     | 12/09/2005 | 23/10/2005 | 6          | 7     |
|                                                             | Lindsay Davenport   | 24/10/2005 | 29/01/2006 | 14         | 98    |
|                                                             | Kim Clijsters       | 30/01/2006 | 19/03/2006 | 7          | 19    |
|                                                             | Amélie Mauresmo     | 20/03/2006 | 12/11/2006 | 34         | 39    |
|                                                             | Justine Henin       | 13/11/2006 | 28/01/2007 | 11         | 56    |
|                                                             | Maria Sharapova     | 29/01/2007 | 18/03/2007 | 7          | 14    |
|                                                             | Justine Henin       | 19/03/2007 | 18/05/2008 | 61         | 117   |
|                                                             | Maria Sharapova     | 19/05/2008 | 08/06/2008 | 3          | 17    |
| 17                                                          | Ana Ivanović        | 09/06/2008 | 10/08/2008 | 9          | 9     |
| 18                                                          | Jelena Janković     | 11/08/2008 | 17/08/2008 | 1          | 1     |
|                                                             | Ana Ivanović        | 18/08/2008 | 07/09/2008 | 3          | 12    |
|                                                             | Serena Williams     | 08/09/2008 | 05/10/2008 | 4          | 61    |
|                                                             | Jelena Janković     | 06/10/2008 | 01/02/2009 | 17         | 18    |
|                                                             | Serena Williams     | 02/02/2009 | 19/04/2009 | 11         | 72    |
| 19                                                          | Dinara Safina       | 20/04/2009 | 11/10/2009 | 25         | 25    |
|                                                             | Serena Williams     | 12/10/2009 | 25/10/2009 | 2          | 74    |
|                                                             | Dinara Safina       | 26/10/2009 | 01/11/2009 | 1          | 26    |
|                                                             | Serena Williams     | 02/11/2009 | 10/10/2010 | 49         | 123   |
| 20                                                          | Caroline Wozniacki  | 11/10/2010 | 13/02/2011 | 18         | 18    |
|                                                             | Kim Clijsters       | 14/02/2011 | 20/02/2011 | 1          | 20    |
|                                                             | Caroline Wozniacki  | 21/02/2011 | 29/01/2012 | 49         | 67    |
| 21                                                          | Victoria Azarenka   | 30/01/2012 | 10/06/2012 | 19         | 19    |
|                                                             | Maria Sharapova     | 11/06/2012 | 08/07/2012 | 4          | 21    |
|                                                             | Victoria Azarenka   | 09/07/2012 | 17/02/2013 | 32         | 51    |
|                                                             | Serena Williams     | 18/02/2013 | 11/09/2016 | 186        | 309   |
| 22                                                          | Angelique Kerber    | 12/09/2016 | 29/01/2017 | 20         | 20    |
|                                                             | Serena Williams     | 30/01/2017 | 19/03/2017 | 7          | 316   |
|                                                             | Angelique Kerber    | 20/03/2017 | 23/04/2017 | 5          | 25    |
|                                                             | Serena Williams     | 24/04/2017 | 14/05/2017 | 3          | 319   |
|                                                             | Angelique Kerber    | 15/05/2017 | 16/07/2017 | 9          | 34    |
| 23                                                          | Karolína Plíšková   | 17/07/2017 | 10/09/2017 | 8          | 8     |
| 24                                                          | Garbiñe Muguruza    | 11/09/2017 | 08/10/2017 | 4          | 4     |
| 25                                                          | Simona Halep        | 09/10/2017 | 28/01/2018 | 16         | 16    |
|                                                             | Caroline Wozniacki  | 29/01/2018 | 25/02/2018 | 4          | 71    |
|                                                             | Simona Halep        | 26/02/2018 | 27/01/2019 | 48         | 64    |
| 26                                                          | Naomi Osaka         | 28/01/2019 | 23/06/2019 | 21         | 21    |
| 27                                                          | Ashleigh Barty      | 24/06/2019 | 11/08/2019 | 7          | 7     |
|                                                             | Naomi Osaka         | 12/08/2019 | 08/09/2019 | 4          | 25    |
|                                                             | Ashleigh Barty      | 09/09/2019 | 22/03/2020 | 28         | 35    |
| Gel du classement des points et des semaines dû au Covid-19 |                     |            |            |            |       |
|                                                             | Ashleigh Barty      | 10/08/2020 | 03/04/2022 | 86         | 121   |
| 28                                                          | Iga Świątek         | 04/04/2022 | 10/09/2023 | 75         | 75    |
| 29                                                          | Aryna Sabalenka     | 11/09/2023 | 05/11/2023 | 8          | 8     |
|                                                             | Iga Świątek         | 06/11/2023 | 20/10/2024 | 50         | 125   |
|                                                             | Aryna Sabalenka     | 21/10/2024 | En cours   | 44         | 52    |

## Semaines passées à la tête du classement WTA
| #                                                | Joueuse                 | Semaines no 1 |
| ------------------------------------------------ | ----------------------- | ------------- |
| 1.                                               | Steffi Graf             | 377           |
| 2.                                               | / Martina Navrátilová   | 332 (82+250)  |
| 3.                                               | Serena Williams         | 319           |
| 4.                                               | Chris Evert             | 260           |
| 5.                                               | Martina Hingis          | 209           |
| 6.                                               | / Monica Seles          | 178 (113+65)  |
| 7.                                               | Iga Świątek             | 125           |
| 8.                                               | Ashleigh Barty          | 121           |
| 9.                                               | Justine Henin           | 117           |
| 10.                                              | Lindsay Davenport       | 98            |
| 11.                                              | Caroline Wozniacki      | 71            |
| 12.                                              | Simona Halep            | 64            |
| 13.                                              | Aryna Sabalenka*        | 52            |
| 14.                                              | Victoria Azarenka       | 51            |
| 15.                                              | Amélie Mauresmo         | 39            |
| 16.                                              | Angelique Kerber        | 34            |
| 17.                                              | Dinara Safina           | 26            |
| 18.                                              | Naomi Osaka             | 25            |
| 19.                                              | Maria Sharapova         | 21            |
| 19.                                              | Tracy Austin            | 21            |
| 21.                                              | Kim Clijsters           | 20            |
| 22.                                              | Jelena Janković         | 18            |
| 23.                                              | Jennifer Capriati       | 17            |
| 24.                                              | Ana Ivanović            | 12            |
| 24.                                              | Arantxa Sánchez Vicario | 12            |
| 26.                                              | Venus Williams          | 11            |
| 27.                                              | Karolína Plíšková       | 8             |
| 28.                                              | Garbiñe Muguruza        | 4             |
| 29.                                              | Evonne Goolagong        | 2             |
| En gras : joueuses en activité * : no 1 actuelle |                         |               |

| #                                                                             | Joueuse                 | Série |
| ----------------------------------------------------------------------------- | ----------------------- | ----- |
| 1.                                                                            | Steffi Graf             | 186   |
| 1.                                                                            | Serena Williams         | 186   |
| 3.                                                                            | Martina Navrátilová     | 156   |
| 4.                                                                            | Ashleigh Barty          | 114   |
| 5.                                                                            | Chris Evert             | 113   |
| 6.                                                                            | Steffi Graf (2)         | 94    |
| 7.                                                                            | Monica Seles            | 91    |
| 8.                                                                            | Martina Navrátilová (2) | 90    |
| 9.                                                                            | Steffi Graf (3)         | 87    |
| 10.                                                                           | Martina Hingis          | 80    |
| 11.                                                                           | Chris Evert (2)         | 76    |
| 12.                                                                           | Iga Świątek             | 75    |
| 13.                                                                           | Martina Hingis (2)      | 73    |
| 14.                                                                           | Monica Seles (2)        | 64    |
| 15.                                                                           | Justine Henin           | 61    |
| 16.                                                                           | Serena Williams (2)     | 57    |
| 17.                                                                           | Iga Świątek (2)         | 50    |
| 18.                                                                           | Serena Williams (3)     | 49    |
| 18.                                                                           | Caroline Wozniacki      | 49    |
| 20.                                                                           | Simona Halep            | 48    |
| En gras : joueuses en activité * : no 1 actuelle En souligné : série en cours |                         |       |

### Par pays
| #                                               | Pays                     | Nombre de | Nombre de | Dernière année | Joueuses |
| #                                               | Pays                     | Semaines  | Joueuses  | Dernière année | Joueuses |
| ----------------------------------------------- | ------------------------ | --------- | --------- | -------------- | --- |
| 1.                                              | États-Unis               | 1041      | 8         | 2017           | Chris Evert, Martina Navrátilová (250), Tracy Austin, Monica Seles (65), Lindsay Davenport, Jennifer Capriati, Venus Williams, Serena Williams |
| 2.                                              | Allemagne                | 411       | 2         | 2017           | Steffi Graf, Angelique Kerber |
| 3.                                              | Suisse                   | 209       | 1         | 2001           | Martina Hingis |
| 4.                                              | Yougoslavie Serbie       | 143       | 3         | 2009           | Monica Seles (113), Ana Ivanović, Jelena Janković                                                                                              |
| 5.                                              | Belgique                 | 137       | 2         | 2011           | Kim Clijsters, Justine Henin |
| 6.                                              | Pologne                  | 125       | 1         | 2024           | Iga Świątek |
| 7.                                              | Australie                | 123       | 2         | 2022           | Evonne Goolagong, Ashleigh Barty |
| 8.                                              | Tchécoslovaquie Tchéquie | 90        | 2         | 2017           | Martina Navrátilová (82), Karolína Plíšková |
| 9.                                              | Danemark                 | 71        | 1         | 2018           | Caroline Wozniacki |
| 10.                                             | Roumanie                 | 64        | 1         | 2019           | Simona Halep |
|                                                 | Pavillon neutre          | 52        | 1         | 2025           | Aryna Sabalenka* |
| 11.                                             | Biélorussie              | 51        | 1         | 2013           | Victoria Azarenka |
| 12.                                             | Russie                   | 47        | 2         | 2012           | Maria Sharapova, Dinara Safina |
| 13.                                             | France                   | 39        | 1         | 2006           | Amélie Mauresmo |
| 14.                                             | Japon                    | 25        | 1         | 2019           | Naomi Osaka |
| 15.                                             | Espagne                  | 16        | 2         | 2017           | Arantxa Sánchez Vicario, Garbiñe Muguruza |
| En gras : joueuse en activité * : no 1 actuelle |                          |           |           |                | |

## Numéros 1 en fin d'année depuis 1975
| no 1 toute l'année, sans interruption |

| Année | Joueuse no 1                          |
| ----- | ------------------------------------- |
| 1970  | Pas de classement avant novembre 1975 |
| 1971  | Pas de classement avant novembre 1975 |
| 1972  | Pas de classement avant novembre 1975 |
| 1973  | Pas de classement avant novembre 1975 |
| 1974  | Pas de classement avant novembre 1975 |
| 1975  | Chris Evert                           |
| 1976  | Chris Evert (2)                       |
| 1977  | Chris Evert (3)                       |
| 1978  | Martina Navrátilová                   |
| 1979  | Martina Navrátilová (2)               |
| 1980  | Chris Evert (4)                       |
| 1981  | Chris Evert (5)                       |
| 1982  | Martina Navrátilová (3)               |
| 1983  | Martina Navrátilová (4)               |
| 1984  | Martina Navrátilová (5)               |
| 1985  | Martina Navrátilová (6)               |
| 1986  | Martina Navrátilová (7)               |
| 1987  | Steffi Graf                           |
| 1988  | Steffi Graf (2)                       |
| 1989  | Steffi Graf (3)                       |

| Année | Joueuse no 1                       |
| ----- | ---------------------------------- |
| 1990  | Steffi Graf (4)                    |
| 1991  | Monica Seles                       |
| 1992  | Monica Seles (2)                   |
| 1993  | Steffi Graf (5)                    |
| 1994  | Steffi Graf (6)                    |
| 1995  | Steffi Graf (7) - Monica Seles (3) |
| 1996  | Steffi Graf (8)                    |
| 1997  | Martina Hingis                     |
| 1998  | Lindsay Davenport                  |
| 1999  | Martina Hingis (2)                 |
| 2000  | Martina Hingis (3)                 |
| 2001  | Lindsay Davenport (2)              |
| 2002  | Serena Williams                    |
| 2003  | Justine Henin                      |
| 2004  | Lindsay Davenport (3)              |
| 2005  | Lindsay Davenport (4)              |
| 2006  | Justine Henin (2)                  |
| 2007  | Justine Henin (3)                  |
| 2008  | Jelena Janković                    |
| 2009  | Serena Williams (2)                |

| Année | Joueuse no 1           |
| ----- | ---------------------- |
| 2010  | Caroline Wozniacki     |
| 2011  | Caroline Wozniacki (2) |
| 2012  | Victoria Azarenka      |
| 2013  | Serena Williams (3)    |
| 2014  | Serena Williams (4)    |
| 2015  | Serena Williams (5)    |
| 2016  | Angelique Kerber       |
| 2017  | Simona Halep           |
| 2018  | Simona Halep (2)       |
| 2019  | Ashleigh Barty         |
| 2020  | Ashleigh Barty (2)     |
| 2021  | Ashleigh Barty (3)     |
| 2022  | Iga Świątek            |
| 2023  | Iga Świątek (2)        |
| 2024  | Aryna Sabalenka*       |

| Joueuse             | Nombre d'années | 1re année | Dernière année | Plus longue série |
| ------------------- | --------------- | --------- | -------------- | ----------------- |
| Steffi Graf         | 8               | 1987      | 1996           | 4                 |
| Martina Navrátilová | 7               | 1978      | 1986           | 5                 |
| Chris Evert         | 5               | 1975      | 1981           | 3                 |
| Serena Williams     | 5               | 2002      | 2015           | 3                 |
| Lindsay Davenport   | 4               | 1998      | 2005           | 2                 |
| Ashleigh Barty      | 3               | 2019      | 2021           | 3                 |
| / Monica Seles      | 3               | 1991      | 1995           | 2                 |
| Martina Hingis      | 3               | 1997      | 2000           | 2                 |
| Justine Henin       | 3               | 2003      | 2007           | 2                 |
| Caroline Wozniacki  | 2               | 2010      | 2011           | 2                 |
| Simona Halep        | 2               | 2017      | 2018           | 2                 |
| Iga Świątek         | 2               | 2022      | 2023           | 2                 |

Note : Jelena Janković, Victoria Azarenka, Angelique Kerber et Aryna Sabalenka sont les seules joueuses à n'avoir été no 1 en fin d'année qu'une seule fois dans leur carrière.

## Joueuses numéro 1 et Grand Chelem

### Grand Chelem calendaire
Joueuse numéro 1 au classement WTA ayant réalisé le Grand Chelem :
| Joueuse     | Grand Chelem | Année |
| ----------- | ------------ | ----- |
| Steffi Graf | 1            | 1988  |

### Tournois du Grand Chelem remportés par une joueuseno1
Joueuses numéro 1 ayant remporté au moins un tournoi du Grand Chelem durant leur carrière :
| # | Joueuse             | Tournoi(s) remporté(s)                       | Tournoi(s) remporté(s)                       | Tournoi(s) remporté(s)                                   | Tournoi(s) remporté(s)                 | Total |
| # | Joueuse             | Open d'Australie                             | Roland Garros                                | Wimbledon                                                | US Open                                | Total |
| --- | ------------------- | -------------------------------------------- | -------------------------------------------- | -------------------------------------------------------- | -------------------------------------- | ----- |
| 1 | Serena Williams     | 7 (2003, 2005, 2007, 2009, 2010, 2015, 2017) | 3 (2002, 2013, 2015)                         | 7 (2002, 2003, 2009, 2010, 2012, 2015, 2016)             | 6 (1999, 2002, 2008, 2012, 2013, 2014) | 23    |
| 2 | Steffi Graf         | 4 (1988, 1989, 1990, 1994)                   | 6 (1987, 1988, 1993, 1995, 1996, 1999)       | 7 (1988, 1989, 1991, 1992, 1993, 1995, 1996)             | 5 (1988, 1989, 1993, 1995, 1996)       | 22    |
| 3 | Chris Evert         | 2 (1982, 1984)                               | 7 (1974, 1975, 1979, 1980, 1983, 1985, 1986) | 3 (1974, 1976, 1981)                                     | 6 (1975, 1976, 1977, 1978, 1980, 1982) | 18    |
| 3 | Martina Navrátilová | 3 (1981, 1983, 1985)                         | 2 (1982, 1984)                               | 9 (1978, 1979, 1982, 1983, 1984, 1985, 1986, 1987, 1990) | 4 (1983, 1984, 1986, 1987)             | 18    |
| 5 | / Monica Seles      | 4 (1991, 1992, 1993, 1996)                   | 3 (1990, 1991, 1992)                         | -                                                        | 2 (1991, 1992)                         | 9     |
| 6 | Evonne Goolagong    | 4 (1974, 1975, 1976, déc. 1977)              | 1 (1971)                                     | 2 (1971, 1980)                                           | -                                      | 7     |
| 6 | Justine Henin       | 1 (2004)                                     | 4 (2003, 2005, 2006, 2007)                   | -                                                        | 2 (2003, 2007)                         | 7     |
| 6 | Venus Williams      | -                                            | -                                            | 5 (2000, 2001, 2005, 2007, 2008)                         | 2 (2000, 2001)                         | 7     |
| 9 | Iga Świątek         | -                                            | 4 (2020, 2022, 2023, 2024)                   | 1 (2025)                                                 | 1 (2022)                               | 6     |
| 10 | Martina Hingis      | 3 (1997, 1998, 1999)                         | -                                            | 1 (1997)                                                 | 1 (1997)                               | 5     |
| 10 | Maria Sharapova     | 1 (2008)                                     | 2 (2012, 2014)                               | 1 (2004)                                                 | 1 (2006)                               | 5     |
| 12 | Arantxa Sánchez     | -                                            | 3 (1989, 1994, 1998)                         | -                                                        | 1 (1994)                               | 4     |
| 12 | Kim Clijsters       | 1 (2011)                                     | -                                            | -                                                        | 3 (2005, 2009, 2010)                   | 4     |
| 12 | Naomi Osaka         | 2 (2019, 2021)                               | -                                            | -                                                        | 2 (2018, 2020)                         | 4     |
| 15 | Lindsay Davenport   | 1 (2000)                                     | -                                            | 1 (1999)                                                 | 1 (1998)                               | 3     |
| 15 | Jennifer Capriati   | 2 (2001, 2002)                               | 1 (2001)                                     | -                                                        | -                                      | 3     |
| 15 | Angelique Kerber    | 1 (2016)                                     | -                                            | 1 (2018)                                                 | 1 (2016)                               | 3     |
| 15 | Ashleigh Barty      | 1 (2022)                                     | 1 (2019)                                     | 1 (2021)                                                 | -                                      | 3     |
| 15 | Aryna Sabalenka*    | 2 (2023, 2024)                               | -                                            | -                                                        | 1 (2024)                               | 3     |
| 20 | Tracy Austin        | -                                            | -                                            | -                                                        | 2 (1979, 1981)                         | 2     |
| 20 | Amélie Mauresmo     | 1 (2006)                                     | -                                            | 1 (2006)                                                 | -                                      | 2     |
| 20 | Victoria Azarenka   | 2 (2012, 2013)                               | -                                            | -                                                        | -                                      | 2     |
| 20 | Garbiñe Muguruza    | -                                            | 1 (2016)                                     | 1 (2017)                                                 | -                                      | 2     |
| 20 | Simona Halep        | -                                            | 1 (2018)                                     | 1 (2019)                                                 | -                                      | 2     |
| 25 | Ana Ivanović        | -                                            | 1 (2008)                                     | -                                                        | -                                      | 1     |
| 25 | Caroline Wozniacki  | 1 (2018)                                     | -                                            | -                                                        | -                                      | 1     |
| En italique : tournoi remporté avant la création du classement WTA ; En souligné : tournoi remporté par la joueuse occupant effectivement la place de no 1 au classement WTA ; En gras : joueuse en activité ; * : joueuse actuellement no 1. |                     |                                              |                                              |                                                          |                                        |       |

### Joueusesno1 n'ayant pas remporté de tournoi du Grand Chelem
Les joueuses suivantes ont occupé la tête du classement WTA sans jamais remporter un tournoi du Grand Chelem, elles sont suivies de leur meilleur résultat :
- Jelena Janković : finaliste à l'US Open 2008 ;
- Dinara Safina : finaliste à Roland Garros 2008, Roland Garros 2009 et à l'Open d'Australie 2009 ;
- Karolína Plíšková : finaliste à l'US Open 2016 et à Wimbledon 2021

Par ailleurs, quatre joueuses sont devenues no 1 mondiale avant de gagner leur premier tournoi du Grand Chelem :
- Kim Clijsters est devenue n°1 mondiale le 11 août 2003 puis elle a remporté son premier tournoi du Grand Chelem à l'US Open 2005.
- Amélie Mauresmo est devenue n°1 mondiale le 13 septembre 2004 puis elle a remporté son premier tournoi du Grand Chelem à l'Open d'Australie 2006.
- Caroline Wozniacki est devenue n°1 mondiale le 11 octobre 2010 puis elle a remporté son premier tournoi du Grand Chelem à l'Open d'Australie 2018.
- Simona Halep est devenue n°1 mondiale le 9 octobre 2017 puis elle a remporté son premier tournoi du Grand Chelem à Roland Garros 2018.

### Joueuses ayant remporté un tournoi du Grand Chelem sans devenirno1
À l'inverse, depuis la création du classement WTA en novembre 1975, les joueuses suivantes ont remporté un ou plusieurs tournois du Grand Chelem sans jamais occuper la tête du classement WTA :
| Nombre                        | Joueuse             | Meilleur classement | Tournoi(s) remporté(s)                                                           |
| ----------------------------- | ------------------- | ------------------- | -------------------------------------------------------------------------------- |
| 4 tournois                    | Hana Mandlíková     | 3e                  | Open d'Australie 1980, Roland-Garros 1981, US Open 1985 et Open d'Australie 1987 |
| 2 tournois                    | Mary Pierce         | 3e                  | Open d'Australie 1995 et Roland-Garros 2000                                      |
| 2 tournois                    | Svetlana Kuznetsova | 2e                  | US Open 2004 et Roland-Garros 2009                                               |
| 2 tournois                    | Li Na               | 2e                  | Roland-Garros 2011 et Open d'Australie 2014                                      |
| 2 tournois                    | Petra Kvitová       | 2e                  | Wimbledon 2011 et 2014                                                           |
| 2 tournois                    | Barbora Krejčíková  | 2e                  | Roland-Garros 2021 et Wimbledon 2024                                             |
| 2 tournois                    | Coco Gauff          | 2e                  | US Open 2023 et Roland-Garros 2025                                               |
| 1 tournoi                     | Sue Barker          | 3e                  | Roland-Garros 1976                                                               |
| 1 tournoi                     | Virginia Wade       | 2e                  | Wimbledon 1977                                                                   |
| 1 tournoi                     | Mima Jaušovec       | 12e                 | Roland-Garros 1977                                                               |
| 1 tournoi                     | Kerry Reid          | 7e                  | Open d'Australie janvier 1977                                                    |
| 1 tournoi                     | Chris O'Neil        | 80e                 | Open d'Australie 1978                                                            |
| 1 tournoi                     | Virginia Ruzici     | 9e                  | Roland-Garros 1978                                                               |
| 1 tournoi                     | Barbara Jordan      | 78e                 | Open d'Australie 1979                                                            |
| 1 tournoi                     | Gabriela Sabatini   | 3e                  | US Open 1990                                                                     |
| 1 tournoi                     | Conchita Martínez   | 2e                  | Wimbledon 1994                                                                   |
| 1 tournoi                     | Iva Majoli          | 4e                  | Roland-Garros 1997                                                               |
| 1 tournoi                     | Jana Novotná        | 2e                  | Wimbledon 1998                                                                   |
| 1 tournoi                     | Anastasia Myskina   | 2e                  | Roland-Garros 2004                                                               |
| 1 tournoi                     | Francesca Schiavone | 4e                  | Roland-Garros 2010                                                               |
| 1 tournoi                     | Samantha Stosur     | 4e                  | US Open 2011                                                                     |
| 1 tournoi                     | Marion Bartoli      | 7e                  | Wimbledon 2013                                                                   |
| 1 tournoi                     | Flavia Pennetta     | 6e                  | US Open 2015                                                                     |
| 1 tournoi                     | Sloane Stephens     | 3e                  | US Open 2017                                                                     |
| 1 tournoi                     | Jeļena Ostapenko    | 5e                  | Roland-Garros 2017                                                               |
| 1 tournoi                     | Bianca Andreescu    | 4e                  | US Open 2019                                                                     |
| 1 tournoi                     | Sofia Kenin         | 4e                  | Open d'Australie 2020                                                            |
| 1 tournoi                     | Emma Raducanu       | 10e                 | US Open 2021                                                                     |
| 1 tournoi                     | Elena Rybakina      | 3e                  | Wimbledon 2022                                                                   |
| 1 tournoi                     | Markéta Vondroušová | 6e                  | Wimbledon 2023                                                                   |
| 1 tournoi                     | Madison Keys        | 7e                  | Open d'Australie 2025                                                            |
| En gras : joueuse en activité |                     |                     |                                                                                  |

## Joueusesno1 et Jeux olympiques
Depuis la réintroduction officielle du tennis aux Jeux olympiques d'été en 1988, plusieurs joueuses en tête du classement WTA ont remporté une médaille olympique :
| Olympiade                                          | Joueuse no 1 au classement WTA | Résultat                       | Podium             | Podium              | Podium             |
| Olympiade                                          | Joueuse no 1 au classement WTA | Résultat                       | Vainqueure         | Finaliste           | Troisième(s)       |
| -------------------------------------------------- | ------------------------------ | ------------------------------ | ------------------ | ------------------- | ------------------ |
| 1988 Séoul                                         | Steffi Graf                    | Vainqueure                     | Steffi Graf*       | Gabriela Sabatini   | Zina Garrison      |
| 1988 Séoul                                         | Steffi Graf                    | Vainqueure                     | Steffi Graf*       | Gabriela Sabatini   | Manuela Maleeva    |
| 1992 Barcelone                                     | Monica Seles                   | Ne participe pas               | Jennifer Capriati* | Steffi Graf*        | M. J. Fernández    |
| 1992 Barcelone                                     | Monica Seles                   | Ne participe pas               | Jennifer Capriati* | Steffi Graf*        | Arantxa Sánchez*   |
| 1996 Atlanta                                       | Steffi Graf                    | Ne participe pas               | Lindsay Davenport* | Arantxa Sánchez*    | Jana Novotná       |
| 1996 Atlanta                                       | Monica Seles                   | Éliminée en quart de finale    | Lindsay Davenport* | Arantxa Sánchez*    | Jana Novotná       |
| 2000 Sydney                                        | Martina Hingis                 | Ne participe pas               | Venus Williams*    | Elena Dementieva    | Monica Seles*      |
| 2004 Athènes                                       | Justine Henin                  | Vainqueure                     | Justine Henin*     | Amélie Mauresmo*    | Alicia Molik       |
| 2008 Pékin                                         | Ana Ivanović                   | Ne participe pas               | Elena Dementieva   | Dinara Safina*      | Vera Zvonareva     |
| 2012 Londres                                       | Victoria Azarenka              | Troisième                      | Serena Williams*   | Maria Sharapova*    | Victoria Azarenka* |
| 2016 Rio de Janeiro                                | Serena Williams                | Éliminée en huitième de finale | Mónica Puig        | Angelique Kerber*   | Petra Kvitová      |
| 2020 Tokyo                                         | Ashleigh Barty                 | Éliminée au 1er tour           | Belinda Bencic     | Markéta Vondroušová | Elina Svitolina    |
| 2024 Paris                                         | Iga Świątek                    | Troisième                      | Zheng Qinwen       | Donna Vekić         | Iga Świątek        |
| * : joueuse ayant été no 1 au cours de sa carrière |                                |                                |                    |                     |                    |

## Joueusesno1 et Masters

### Masters remportés par une joueuseno1 mondiale
Classement des joueuses no 1 par nombre de Masters remportés :
| # | Joueuse               | Masters remportés                                                |
| --- | --------------------- | ---------------------------------------------------------------- |
| 1 | / Martina Navrátilová | 8 (1978, 1979, 1981, 1983, 1984, 1985, mars 1986, novembre 1986) |
| 2 | Steffi Graf           | 5 (1987, 1989, 1993, 1995, 1996)                                 |
| 2 | Serena Williams       | 5 (2001, 2009, 2012, 2013, 2014)                                 |
| 4 | Chris Evert           | 4 (1972, 1973, 1975, 1977)                                       |
| 5 | / Monica Seles        | 3 (1990, 1991, 1992)                                             |
| 5 | Kim Clijsters         | 3 (2002, 2003, 2010)                                             |
| 7 | Evonne Goolagong      | 2 (1974, 1976)                                                   |
| 7 | Martina Hingis        | 2 (1998, 2000)                                                   |
| 7 | Justine Henin         | 2 (2006, 2007)                                                   |
| 10 | Tracy Austin          | 1 (1980)                                                         |
| 10 | Lindsay Davenport     | 1 (1999)                                                         |
| 10 | Maria Sharapova       | 1 (2004)                                                         |
| 10 | Amélie Mauresmo       | 1 (2005)                                                         |
| 10 | Venus Williams        | 1 (2008)                                                         |
| 10 | Caroline Wozniacki    | 1 (2017)                                                         |
| 10 | Ashleigh Barty        | 1 (2019)                                                         |
| 10 | Garbiñe Muguruza      | 1 (2021)                                                         |
| 10 | Iga Świątek           | 1 (2023)                                                         |
| En italique : Masters remportés avant la création du classement WTA En souligné : Masters remportés par la joueuse occupant effectivement la place de no 1 au classement WTA |                       |                                                                  |

### Joueuses ayant remporté le Masters sans devenirno1
Depuis la création du classement WTA en novembre 1975, des joueuses ont remporté le Masters sans jamais occuper la tête du classement WTA :
Deux tournois
- Gabriela Sabatini a remporté les Masters de tennis féminin 1988 et 1994 (meilleur classement : 3e)

Un tournoi
- Sylvia Hanika a remporté les Masters de tennis féminin 1982 (meilleur classement : 5e)
- Jana Novotná a remporté les Masters de tennis féminin 1997 (meilleur classement : 2e)
- Petra Kvitová a remporté les Masters de tennis féminin 2011 (meilleur classement : 2e)
- Agnieszka Radwańska a remporté les Masters de tennis féminin 2015 (meilleur classement : 2e)
- Dominika Cibulková a remporté les Masters de tennis féminin 2016 (meilleur classement : 4e)
- Elina Svitolina a remporté les Masters de tennis féminin 2018 (meilleur classement : 3e)
- Caroline Garcia a remporté les Masters de tennis féminin 2022 (meilleur classement : 4e)
- Coco Gauff a remporté les Masters de tennis féminin 2024 (meilleur classement : 2e)

## Joueusesno1 en famille
Les sœurs Venus et Serena Williams ont toutes les deux été numéros 1 mondiales au classement WTA. Qui plus est, elles ont également occupé la tête du classement en double.
Deux anciennes numéros 1 au classement WTA ont un frère qui a été numéro 1 mondial à l'ATP :
- Dinara Safina, dont le frère Marat Safin a été numéro 1 du classement ATP en simple,
- Arantxa Sánchez, dont le frère Emilio Sánchez a été numéro 1 du classement ATP en double.

## Numéros 1 en simple et en double
Plusieurs joueuses ont occupé la tête du classement WTA en simple et en double. Six d'entre elles ont été concomitamment no 1 en simple et en double.
| Joueuse                                                                                  | Semaines no 1 en simple | Semaines no 1 en double | Semaines no 1 concomitamment en simple et en double | Semaines no 1 concomitamment en simple et en double                                                                                         |
| Joueuse                                                                                  | Semaines no 1 en simple | Semaines no 1 en double | Nombre                                              | Période(s) |
| ---------------------------------------------------------------------------------------- | ----------------------- | ----------------------- | --------------------------------------------------- | --- |
| / Martina Navrátilová                                                                    | 332                     | 237                     | 105                                                 | 27 (04/09/1984 - 17/03/1985) 26 (20/01/1986 - 20/07/1986) 52 (18/08/1986 - 16/08/1987)                                                      |
| Martina Hingis                                                                           | 209                     | 90                      | 29                                                  | 8 (08/06/1998 - 02/08/1998) 8 (17/08/1998 - 11/10/1998) 4 (07/06/1999 - 04/07/1999) 2 (09/08/1999 - 22/08/1999) 7 (31/01/2000 - 19/03/2000) |
| Serena Williams                                                                          | 319                     | 8                       | 8                                                   | 8 (07/06/2010 - 01/08/2010) |
| Arantxa Sánchez Vicario                                                                  | 12                      | 111                     | 7                                                   | 1 (13/02/1995 - 19/02/1995) 2 (27/03/1995 - 09/04/1995) 4 (15/05/1995 - 11/06/1995)                                                         |
| Lindsay Davenport                                                                        | 98                      | 32                      | 3                                                   | 3 (17/04/2000 - 07/05/2000) |
| Kim Clijsters                                                                            | 20                      | 4                       | 3                                                   | 3 (18/08/2003 - 07/09/2003) |
| / Aryna Sabalenka                                                                        | 52                      | 6                       | -                                                   | - |
| Venus Williams                                                                           | 11                      | 8                       | -                                                   | - |
| En gras : joueuse en activité ; * : n°1 actuelle en simple ; ** : n°1 actuelle en double |                         |                         |                                                     | |

Par ailleurs, Martina Navrátilová est la seule joueuse à avoir été numéro 1 en fin d'année concomitamment en simple et en double, et cela à deux reprises : en 1984 et 1986.